# Farná
Farná es un municipio del distrito de Levice en la región de Nitra, Eslovaquia, con una población estimada a final del año 2024 de 1327 habitantes.
Se encuentra ubicado al este de la región, cerca de los ríos Ipoly y Hron (ambos, afluentes izquierdos del Danubio) y de la frontera con la región de Banská Bystrica.

## Demografía
| Año        | 1994 | 2004    | 2014    | 2024    |
| ---------- | ---- | ------- | ------- | ------- |
| Población  | 1432 | 1450    | 1350    | 1327    |
| Diferencia |      | +1,25 % | −6,89 % | −1,70 % |

| Año        | 2023 | 2024    |
| ---------- | ---- | ------- |
| Población  | 1317 | 1327    |
| Diferencia |      | +0,75 % |